# Laut-Los

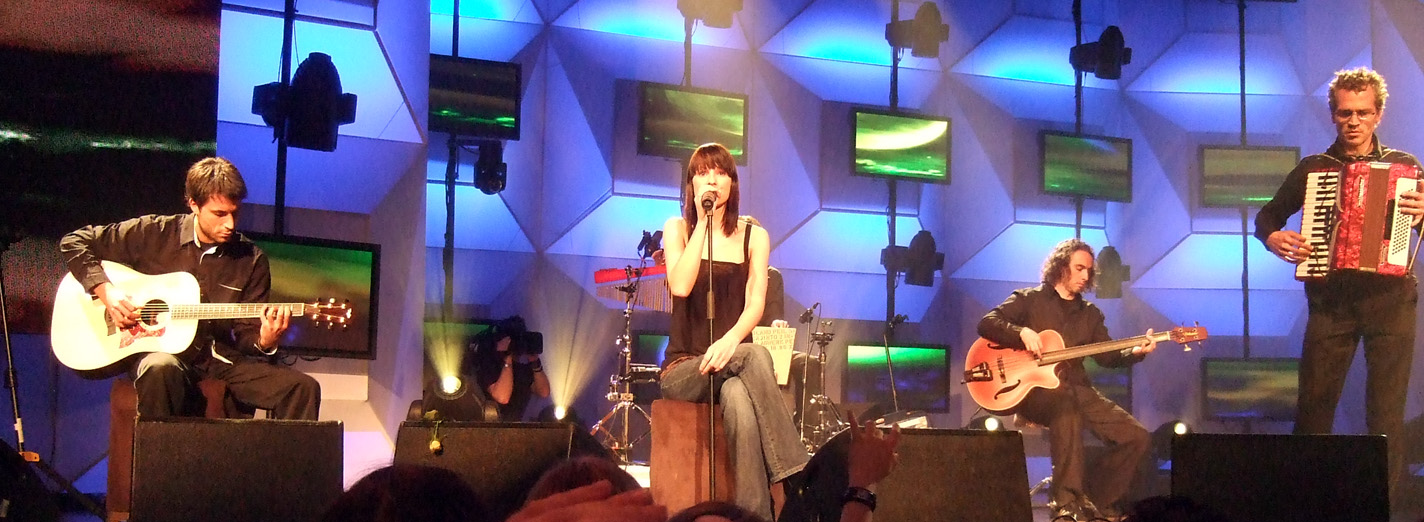
Christina Stürmer und Band (2008)

laut-Los ist das erste Unplugged-Album der österreichischen Pop-Rock-Sängerin Christina Stürmer. Dieses Album besteht aus bereits bekannten sowie fünf neuen Songs. Der Longplayer wurde am 4. April 2008 gleichzeitig in Österreich, Deutschland und der Schweiz veröffentlicht.

## Hintergrund
Nachdem das 2006 erschienene Album, Lebe lauter, sehr erfolgreich war und ca. 250.000 Mal verkauft wurde, beschloss Christina Stürmer nach 4 Studioalben und einem Live-Album ein Unplugged-Album produzieren zu lassen. Ende 2007 ging sie in Deutschland erstmals auf Unplugged-Tour in diversen Hard Rock Cafés. Die Tour diente zum Anlass einer karitativen Aktion gegen Brustkrebs. Unter dem Titel Rocktober gab die Band Konzerte in Köln, München und Berlin.

„Das Hard Rock Cafe ist vor einiger Zeit an mein Management herangetreten und die wiederum haben mir die ganze Aktion nahe gelegt und da war eigentlich kein langes Überlegen, ob man das unterstützt oder nicht. Weil, ich glaub ganz einfach Brustkrebs, wie man sieht bei Anastacia oder Kylie Minogue, kann echt jeden treffen und das find ich ist eine super Aktion, so dass man die einfach unterstützen muss.“

In Österreich veröffentlichte sie zeitgleich am 16. November 2007 den ersten Unplugged-Vorboten für das neue Album Mitten unterm Jahr, einen Song der bereits auf dem Album Lebe lauter zu finden war. Darauf wurden erste Termine für die offizielle laut-Los-Tour in Österreich und Deutschland veröffentlicht. Weiters gab der Österreichische Fußballbund bekannt, dass Christina Stürmer die offiziellen Hymne für die Fußball-Europameisterschaft 2008 singen soll.
Zu Beginn des folgenden Jahres wechselte Stürmer das Management-Team aus und ging zu Frontline Artists, die sie in einem neuen Gewand präsentierten (unter anderem auf der offiziellen Homepage). Im Februar 2008 wurde außerdem von der Plattenfirma bestätigt, dass sich auf dem Album auch fünf neue Songs befinden. Die Songs Orchester in mir, Optimist und Nie zu spät wurden neben dem zweiten Vorboten Träume leben ewig und dem EM-Song Fieber als vollkommen neue Lieder genannt.

## Musik
Musikalisch wird eine neue Seite in Stürmers Genre-Bandbreite geboten. Anstatt üblicher Pop und Rocksongs wurden die Tracks als Swing- und Countrysongs neue aufgenommen. Die Band griff zu neuen Elementen wie Rasseln, Akustikgitarre und Akkordeon. Bei der Instrumentierung des Songs Augenblick am Tag ließ sich die Band von der Country-Gruppe Dixie Chicks inspirieren. Außerdem wurde beim eigentlichen Rock-Song Geh nicht, wenn du kommst (ursprünglich aus dem Album Freier Fall) auf Jazz-Elemente vertraut.
Auch die neuen Songs, die einen Ausblick auf das nächste Studioalbum bieten sollen, wurden im akustischen Gewand verpackt. Das Lied Träume leben ewig ist eine Ballade, bei dem besonders die Akustikgitarre und das Akkordeon in Verbindung mit ihrer Stimme eine große Rolle spielen. Thematisch führt Stürmer den Stil ihres letzten Albums fort, was bei den Tracks Glücklich und Optimist ebenso der Fall ist. Orchester in mir, ein weiteres bislang unveröffentlichtes Lied, wird – wie der Name schon nahelegt – von orchestralen Elementen wie Klavier und Violine beeinflusst.

## Titelliste
| #   | laut-Los                        |      |
| --- | ------------------------------- | ---- |
| 1.  | Augenblick am Tag (2008)        | 3:07 |
| 2.  | Glücklich (2008)                | 2:55 |
| 3.  | Träume leben ewig               | 3:54 |
| 4.  | Optimist                        | 3:06 |
| 5.  | Mitten unterm Jahr (2008)       | 4:18 |
| 6.  | Nie zu spät                     | 4:05 |
| 7.  | Fieber                          | 3:12 |
| 8.  | An Sommertagen (2008)           | 3:23 |
| 9.  | Geh nicht wenn du kommst (2008) | 4:00 |
| 10. | Orchester in mir                | 3:41 |
| 11. | Ich lebe (2008)                 | 3:16 |
| 12. | Engel fliegen einsam (2008)     | 4:12 |
| 13. | Lebe lauter (2008)              | 3:51 |
| 14. | Träume leben ewig (Video)       | 3:54 |

## Singleauskopplungen
| Jahr | Titel              | Höchstplatzierung, Gesamtwochen, AuszeichnungChartplatzierungen (Jahr, Titel, , Platzierungen, Wochen, Auszeichnungen, Anmerkungen) | Höchstplatzierung, Gesamtwochen, AuszeichnungChartplatzierungen (Jahr, Titel, , Platzierungen, Wochen, Auszeichnungen, Anmerkungen) | Höchstplatzierung, Gesamtwochen, AuszeichnungChartplatzierungen (Jahr, Titel, , Platzierungen, Wochen, Auszeichnungen, Anmerkungen) | Anmerkungen                             |
| Jahr | Titel              | DE | AT | CH | Anmerkungen                             |
| ---- | ------------------ | --- | --- | --- | --------------------------------------- |
| 2007 | Mitten unterm Jahr | — | AT4 (26 Wo.)AT | — | Erstveröffentlichung: 16. November 2007 |
| 2008 | Träume leben ewig  | DE40 (6 Wo.)DE | AT10 (12 Wo.)AT | — | Erstveröffentlichung: 28. März 2008     |
| 2008 | Fieber             | DE11 (9 Wo.)DE | AT6 (9 Wo.)AT | CH92 (1 Wo.)CH | Erstveröffentlichung: 16. Mai 2008      |

## Rezeption

### Rezensionen
Das Album kam größtenteils positiv bei vielen Musikkritikern an, besonders der Stilwechsel von Stürmer erschien als Innovation. So schreibt zum Beispiel der Journalist Georg Leyrer in der österreichischen Tageszeitung Kurier:

„[…] Stürmer sang perfekt und mit dem nötigen Gefühl, das Wohnzimmer-Setting der Tour ist witzig und die Band konnte auch im ungewohnten Sound überzeugen. Ebenso wie auf dem Album: Fünf neue Songs gibt es auf laut-Los, aber eigentlich spannender zu hören sind die alten, die nun in neuem musikalischem Gewand dargeboten werden. Engel fliegen einsam mit Walking-Bass und Bläser-Sätzen, Ich lebe als Lagerfeuer-Nummer – Stürmer wollte ‚alte Songs wieder interessant machen‘, und das ist auf laut-Los durchaus gelungen. Nicht nur, weil viele bekannte Nummern drauf sind, ist laut-Los jedoch eher ein Zwischenalbum. Auf den nächsten "eingesteckten" Studio-Longplayer Stürmers darf man gespannt sein.“

Ebenfalls positiv bewertet wird das Album durch das E-Zine laut.de:

„[…]Laut-Los ist ein höchst charmanter Zeitvertreib fürs Warten zwischendurch. Eine Bestands- und Momentaufnahme, die ewigen Casting-Mäklern erneut vor Augen führt, dass es sich bei Christina Stürmer und Band um ernstzunehmende, junge Künstler handelt. Können, Einsatz und Spielfreude dominieren auf Laut-Los eindeutig – mit ihrem mittlerweile schon einige Jahre andauernden Erfolg sollte inzwischen klar sein, dass es sich bei der Österreicherin nicht um eine lediglich kurz aufglimmende Sternschnuppe handelt.“

### Charts und Chartplatzierungen
| ChartsChartplatzierungen | Höchstplatzierung | Wochen |
| ------------------------ | ----------------- | ------ |
| Deutschland (GfK)        | 9 (16 Wo.)        | 16     |
| Österreich (Ö3)          | 1 (25 Wo.)        | 25     |
| Schweiz (IFPI)           | 13 (9 Wo.)        | 9      |

### Auszeichnungen für Musikverkäufe
| Land/Region       | Auszeichnungen für Musikverkäufe (Land/Region, Auszeichnung, Verkäufe) | Verkäufe |
| ----------------- | ---------------------------------------------------------------------- | -------- |
| Österreich (IFPI) | Platin                                                                 | 20.000   |
| Insgesamt         | 1× Platin ·                                                            | 20.000   |

## Tournee
Nach den Konzerten in Hard Rock Cafés 2007 ging Christina Stürmer im Frühjahr 2008 zum zweiten Mal auf Unplugged-Tournee durch Österreich, Deutschland und Südtirol. Dieses Mal suchte sich Stürmer gezielt keine Konzerthallen, sondern Clubs aus, in denen Wohnzimmer-Atmosphäre herrschen sollte. So gab sie vor Beginn der Tour ein Promotion-Konzert im Wiener Volkstheater, zu dem die Halle gefüllt war. Teil ihres Programms waren neben musikalischen Vorführungen auch Erzählungen von Aufnahmesessions und dem Tourneealltag mit ihrer Band. Danach folgte der erste offizielle Auftritt auf der laut-Los-Tour in der Bettfedernfabrik Oberwaltersdorf in Niederösterreich.
Der zweite Teil der Tour umfasste die Deutschland Auftritte, u. a. in der Nürnberger Meistersingerhalle, im Berliner Admiralspalast oder im Graf-Zeppelin-Haus in Friedrichshafen. Ein Novum in der bisherigen Karriere Stürmers fand in Berlin statt: am 4. Mai 2008 wurde erstmals ein Konzert gegeben, das auch auf der offiziellen Website von Christina Stürmer live mit zu verfolgen war. Insgesamt wurden rund 3500 Zuseher über das Internet gemessen. Dies wertete man auf Seiten Christina Stürmers als Erfolg. Am 14. Mai 2008 fand erstmals ein Unplugged-Konzert in Italien statt, die Tour machte halt in der Stadthalle Bozen. Damit wurde gleichzeitig die Tour abgeschlossen.